# فرانك ويلز (لاعب كرة قاعدة)
فرانك ويلز (بالإنجليزية: Frank Wills)‏ هو لاعب كرة قاعدة أمريكي، ولد في 26 أكتوبر 1958 في نيو أورلينز في الولايات المتحدة، وتوفي بنفس المكان في 11 مايو 2012.